# Данило Марић
Данило Марић (Косор, Бишће поље код Мостара, Краљевина Југославија, 26. август 1938) српски је пјесник, приповједач и инжењер машинства.

## Животопис
Рођен је 1938. у Косору. Образовање је стекао у Благају, Мостару, Трстенику и Сарајеву. Данило Марић је машинац (дипломирани инжењер и магистар техничких наука). До пензионисања је радио је 40 година, (35 у Мостару и 5 у Лос Анђелесу). Због рата изазваног распадом Југославије напушта родни крај 3. априла 1992. године и као избјеглица одлази у Лондон. Након Лондона одлази у Сједињене Америчке Државе, (Лос Анђелесу, па Шарлоту) гдје живи од 1995. године. Ожењен је и има троје дјеце.

## Дјела (библиографија)
Данило Марић је аутор 12 романа, око 140 приповједака, пјесама, позоришних драма и стручних књига.
- Рика ријеке Дрине, Народна библиотека Јефимија, Трстеник 2000.
- Од јаблана до поплара, Народна књига, Београд 2006.
- Марићи у Херцегоивини, ауторско издање, Мостар 1984.
- Збирка задатака из Термодинамике
- Збирка задатака из статике